# بخش مرکزی شهرستان تاکستان
بخش مرکزی شهرستان تاکستان یکی از بخش‌های شهرستان تاکستان در استان قزوین ایران است.

## تقسیمات کشوری
بخش مرکزی شهرستان تاکستان دارای ۱
بخش،۳ دهستان و 
۲ شهر به شرح زیر است:

### شهرستان تاکستان
| بخش   | مرکز بخش | جمعیت بخش ۱۳۹۵ | نام دهستان          | مرکز دهستان         | جمعیت دهستان ۱۳۹۵ | شهر          | جمعیت شهر ۱۳۹۵ |
| ----- | -------- | -------------- | ------------------- | ------------------- | ----------------- | ------------ | -------------- |
| مرکزی | تاکستان  |                | دهستان قاقازان شرقی | یحیی آباد (تاکستان) | ۳۴۵'۱۵ نفر        | تاکستان نرجه | "rowspan"3 نفر |
| مرکزی | تاکستان  |                | دهستان قاقازان غربی | نیکویه              | ۳۷۶'۸             | تاکستان نرجه |                |
| مرکزی | تاکستان  | دهستان نرجه    | نرجه                | ۲۳۶'۱ نفر           |                   | تاکستان نرجه |                |

## جمعیت
بنابر سرشماری مرکز آمار ایران، جمعیت بخش مرکزی شهرستان تاکستان در سال ۱۳۹۵ برابر با ۱۰۳۷۵۷ نفر بوده است.